# خورشیدگرفتگی ۲۱ اوت ۲۰۱۷

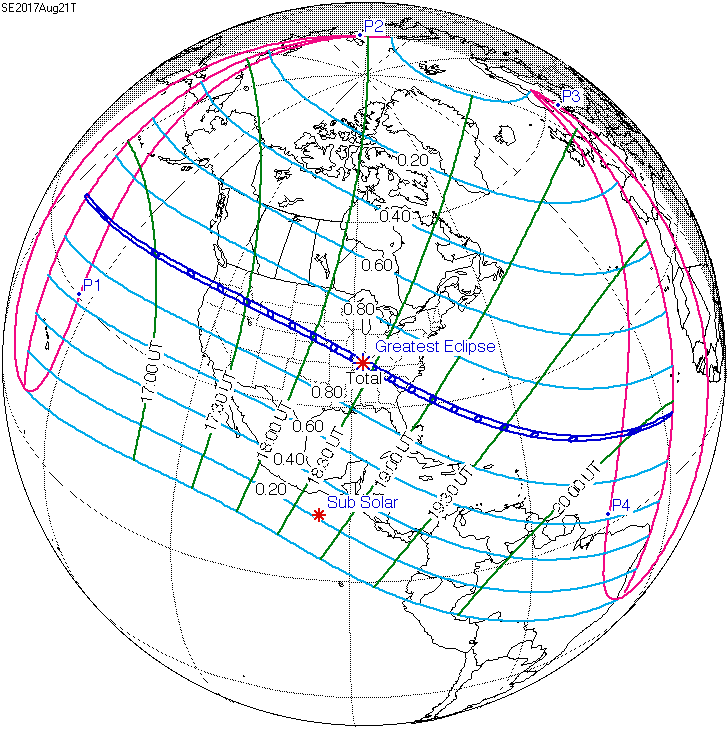
مسیر سایه ماه

خورشیدگرفتگی ۲۱ اوت ۲۰۱۷ (به انگلیسی: Solar eclipse of August 21, 2017) یک خورشیدگرفتگی از نوع خورشیدگرفتگی کلی است. این خورشیدگرفتگی در تاریخ ۲۱ اوت ۲۰۱۷ میلادی (‎۳۰ مرداد ۱۳۹۶ خورشیدی) روی داد که زمان اوج آن، ساعت ۱۸:۲۶:۴۰ به‌وقت ساعت هماهنگ جهانی بود. مدت زمان و طول این خورشیدگرفتگی ۲ دقیقه و ۴۰ ثانیه بود. این پدیده در ایران قابل رویت نبود.
این اولین خورشیدگرفتگی کامل در آمریکا بعد از سال 1979 می‌باشد  ولی آخرین خورشیدگرفتگی سراسری از شرق (سواحل اقیانوس آتلانیتک) تا غرب (اقیانوس اطلس) آمریکا در سال ۱۹۱۸ (تقریباً یک قرن پیش) روی داده بود.